# Preben Lerdorff Rye
Preben Lerdorff Rye (Rudkøbing, 23 maggio 1917 – 15 giugno 1995) è stato un attore danese.

Preben Lerdorff Rye in Ordet - La parola (1955)

Famoso per aver interpretato Dies irae uno dei capolavori di Carl Theodor Dreyer, con il quale tornerà a lavorare nel 1955 in Ordet - La parola. Verso la fine della sua carriera ha lavorato anche per il regista Lars Von Trier.

## Biografia
Figlio di un rivenditore di auto, si dedica fin da giovane alla recitazione. Lavora prevalentemente a teatro ma partecipa anche a diverse produzioni cinematografiche nelle quali tratteggia personaggi stravaganti oppure malinconici.
Nel 1959 ha ricevuto il Premio Bodil come migliore attore per il film "En fremmed banker på".
Nel 1963 scrive un romanzo autobiografico intitolato "Olav".
Nel 1975 gli viene assegnato il premio Kak Munk Award.

## Filmografia parziale
- Afsporet, co-regia di Bodil Ipsen e Lau Lauritzen Jr. (1942)
- Dies irae (Vredens Dag), regia di Carl Theodor Dreyer (1943)
- I campi scarlatti (De røde enge), co-regia di Bodil Ipsen e Lau Lauritzen Jr. (1945)
- Ordet - La parola (Ordet), regia di Carl Theodor Dreyer (1955)
- En fremmed banker på, regia di Johan Jacobsen (1959)
- Il primo cerchio (Den første kreds ), regia di Aleksander Ford (1973)
- Il pranzo di Babette (Babettes gæstebud), regia di Gabriel Axel (1987)
- L'elemento del crimine (Forbrydelsens element), regia di Lars von Trier (1984)
- Christian, regia di Gabriel Axel (1989)

## Doppiatori italiani
- Giuseppe Rinaldi in Dies irae
- Giulio Bosetti in Ordet - La parola